# 徳島県道225号檜藍住線
徳島県道225号檜藍住線（とくしまけんどう225ごう ひのきあいずみせん）は、徳島県鳴門市から板野郡藍住町に至る一般県道である。

## 概要
鳴門市大麻町桧から板野郡藍住町徳命に至る。2002年（平成14年）8月にバイパスが開通した。全線で2車線が確保されている。

### 路線データ
- 起点：鳴門市大麻町桧（徳島県道12号鳴門池田線・徳島県道41号徳島北灘線交点）
- 終点：板野郡藍住町徳命（徳島県道・香川県道1号徳島引田線交点）
- 総延長：6.362 km[1]

## 歴史
- 1959年（昭和34年）1月31日 - 徳島県道84号檜藍住線として認定。
- 1972年（昭和47年）3月10日 - 現在の徳島県道225号として再認定。

## 路線状況

### 道路施設

#### 橋梁
- 新桧橋（旧吉野川、鳴門市 - 板野郡藍住町）
- 原橋（正法寺川、板野郡藍住町）
- 前川橋（板野郡藍住町）

## 地理

### 通過する自治体
- 徳島県
  - 鳴門市 - 板野郡藍住町

### 交差する道路
| 交差する道路                                                     | 市町村名 | 市町村名 | 交差する場所 | 交差する場所     |
| ---------------------------------------------------------------- | -------- | -------- | ------------ | ---------------- |
| 徳島県道12号鳴門池田線 徳島県道41号徳島北灘線                    | 鳴門市   | 鳴門市   | 大麻町桧     | 起点             |
| 徳島県道14号松茂吉野線                                           | 板野郡   | 藍住町   | 矢上         | 藍住町乙瀬交差点 |
| 徳島県道29号徳島環状線 / 現道 徳島県道121号藍住吉成停車場線 重複 | 板野郡   | 藍住町   | 奥野         |                  |
| 徳島県道29号徳島環状線 / 新道                                    | 板野郡   | 藍住町   | 徳命         |                  |
| 徳島県道・香川県道1号徳島引田線                                  | 板野郡   | 藍住町   | 徳命         | 終点             |

### 交差する鉄道
- 高徳線

### 沿線
- 藍住町役場
- 藍住町立藍住中学校